# Wochtoga
Wochtoga – osiedle typu miejskiego w Rosji, w obwodzie wołogodzkim. W 2010 roku liczyło 6375 mieszkańców.